# الطرفه
الطرفه یک منطقهٔ مسکونی در قطر است که در شهرداری دوحه واقع شده‌است. الطرفه ۶٫۴ کیلومتر مربع مساحت دارد.